# Mi Cristo roto
Mi Cristo roto es un libro de poemas escrito en 1963 por el sacerdote jesuita mexicano-español Ramón Cué Romano, que narra el aprendizaje y aventura con una cruz con Cristo mutilado comprada a un anticuario de Sevilla, en España. El libro es considerado una parábola. Después de escribir el libro escribió una secuela que se llama Mi Cristo roto, de casa en casa.

## Obra de teatro
El libro fue también adaptado a una obra de teatro, monólogo representado por el actor mexicano Alberto Mayagoitia y, que durante una temporada, presentó en el Altar del Perdón de la Catedral Metropolitana de la Ciudad de México
La obra se desarrolla sin una escenografía, apenas un escritorio para sostener el Cristo mutilado, el fondo es apoyado con diapositivas para acentuar el dramatismo en cada escena y con una iluminación muy sencilla. El mismo actor representa al narrador, anticuario, sacerdote y al propio Jesucristo. El monólogo se divide en dos escenas con una duración aproximada de 45 minutos.